# Mahasim
Mahasim ist ein etwa 170 Lichtjahre entfernter Ap-Stern im Sternbild Fuhrmann mit einer scheinbaren Helligkeit von rund 2,7 mag. In einer Entfernung von knapp 4 Bogensekunden liegt ein Begleitstern der Spektralklasse F2-5 V mit einer scheinbaren Helligkeit von 7,2 mag.
Der Stern trägt auch den historischen Eigennamen Bogardus sowie – in der traditionellen chinesischen Astronomie – 五車四.